# 신앙교리부

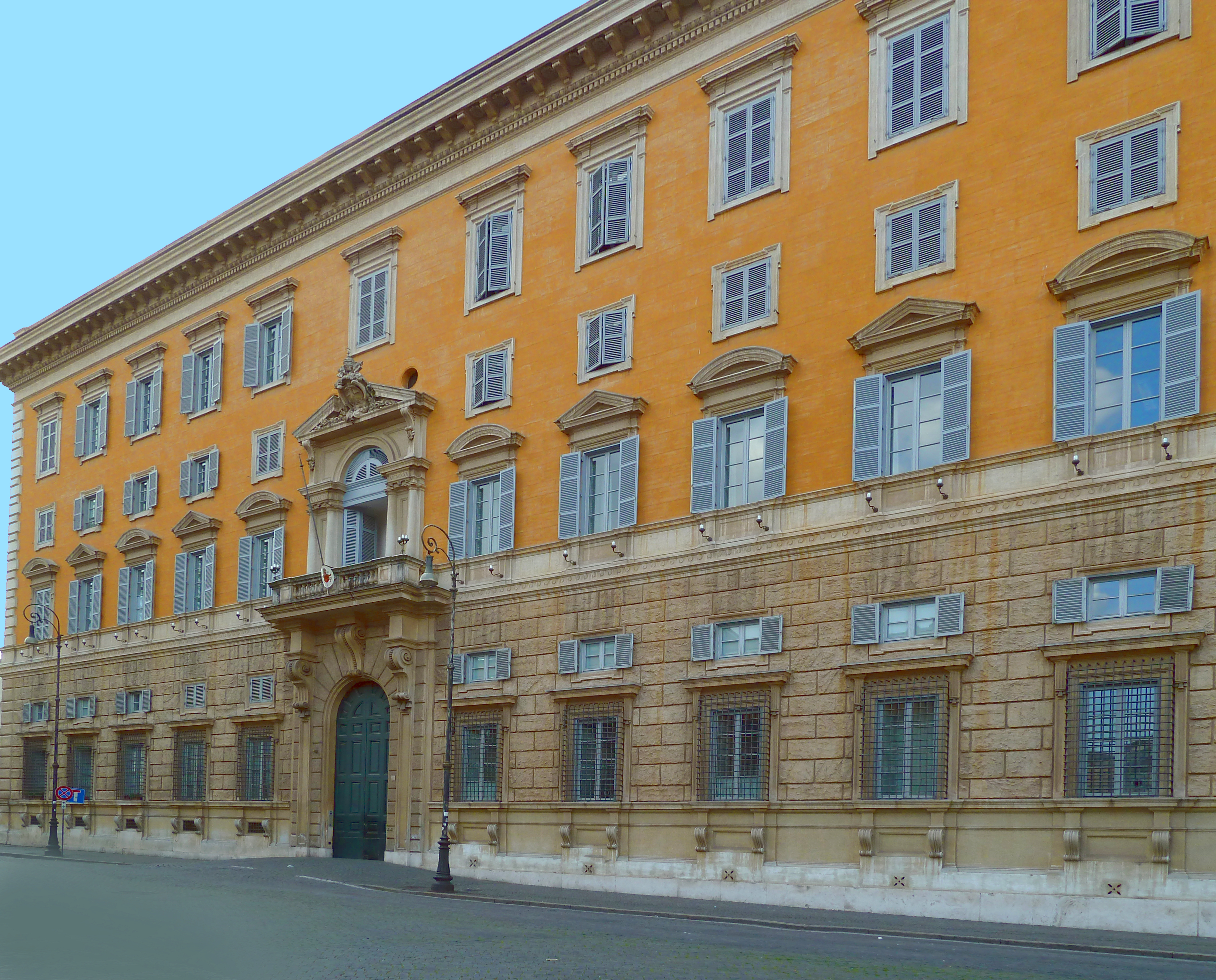
신앙교리부 청사

신앙교리부(라틴어: Dicasterium pro Doctrina Fidei)은 교황청의 9개 심의회 가운데 가장 오래된 기구이다. 신앙교리성은 교황청의 주요 기관으로서 주로 기독교의 교리를 감독하는 업무를 맡고 있다. 신앙교리성은 이단심문소, 즉 검사성성(檢邪聖省)의 후신(後身)이다.

## 업무
1988년 6월 28일 교황 요한 바오로 2세가 공포한 교황청 개편에 관한 교황령 《착한 목자》(Pastor Bonus) 제48조에 따르면 “신앙교리성의 고유한 임무는 신앙과 윤리 도덕에 대한 교리를 전 세계 가톨릭교회 안에 증진시키고 보존하는 것이다. 따라서 어떻게든지 이 내용과 관련되는 것은 모두 이 부서의 소관이다.” 그리고 제52조에 따라 “신앙을 위반한 범죄 뿐 아니라 윤리 도덕을 위반하거나 성사 거행 중에 저지른 매우 중대한 범죄가 신앙교리성에 신고되면 이것을 심리하고, 필요하다면 보편법이나 고유법의 규범에 따라 교회법적 제재를 선언하거나 부과하는 절차를 진행한다.”
신앙교리성 산하에는 교황청 성서위원회와 국제신학위원회가 있다. 신앙교리성 장관은 직무상 두 위원회의 의장직을 모두 도맡고 있다.

## 역사

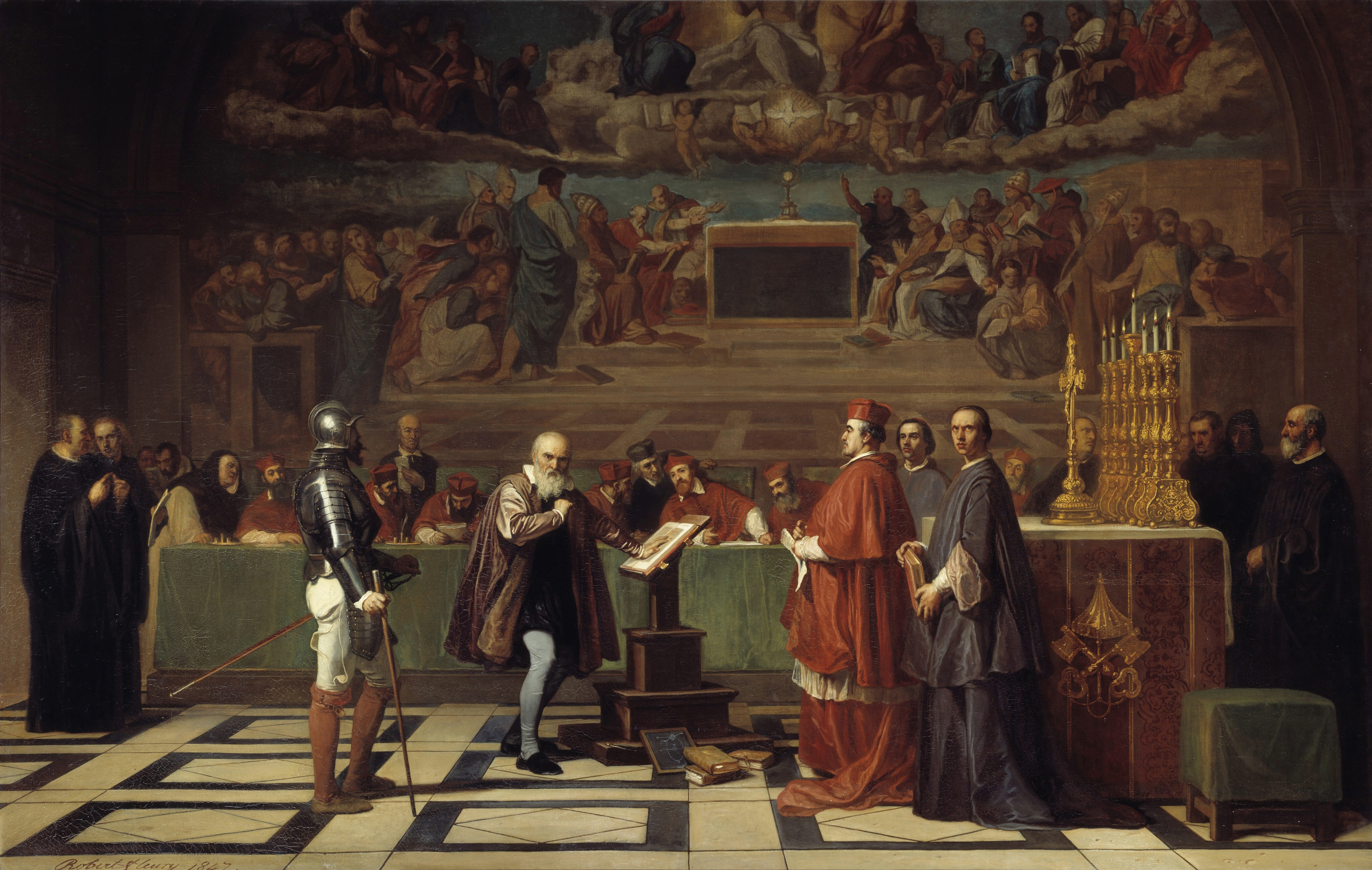
《종교재판을 받는 갈릴레오》, 조제프 니콜라 로베르 플뢰리가 19세기에 그린 그림.

1542년 7월 21일 교황 바오로 3세가 교황령 《Licet ab initio》를 발표하고 “금지된 행동과 그릇된 교리를 조사하고 그로부터 신앙을 지켜 온전한 모습을 계속 보전시켜 나간다”는 취지 아래 검사성성(檢邪聖省, S. Congregatio Inquisitionis)이라는 명칭의 추기경들과 종교재판소 판사들이 근무하는 기관을 설립하였다. 검사성성은 이단을 심리하는 대법원으로 가톨릭 개혁에 중요한 구실을 하였다. 스페인 종교재판소의 지나친 법 집행과 월권행위에 반대하여 만들어진 검사성성은 자체적으로 꼼꼼한 절차상의 규정을 준수하며 극도로 자제하였다. 그러나 16세기 대다수 유럽인들과 마찬가지로 가톨릭 세계 안에서도 검사성성은 여전히 고문과 사형 집행을 벌이는 무시무시한 대상으로 각인되어 있다.
검사성성은 1908년 교황 비오 10세에 의해 성무성성(聖務聖部, S.C. Sancti Officii)으로 개칭되었다. 1965년 12월 7일, 제2차 바티칸 공의회의 폐막과 함께 새로 제정된 교회법에 따라 ‘신앙교리성’이라는 현재의 이름으로 개편되었다. 2002년, 신앙교리부로 다시 개편되었다.

## 역대 장관
- 잔 피에트로 카라파 1542-1555
- 안토니오 미켈레 지슬리에리 1558-1566
- 시피오네 레비바 1573-1577
- 자코모 사벨리 1577-1586
- 줄리오 안토니오 산토리 1586-1602
- 카밀로 보르게세 1602-1605
- 폼페이오 아리고니 1605-1616
- 조반니 가르치아 밀리니 1616-1629
- 안토니오 마르첼로 바르베리니 1629-1633
- 프란체스코 바르베리니 1633-1679
- 체사레 파치네티 1679-1683
- 알데라노 치보 1683-1700
- 갈레아초 마레스코티 1700-1716
- 파브리치오 스파다 1716-1717
- 니콜로 아치아요리 1717-1719
- 프란체스코 델 주디체 1719-1725
- 파브리치오 파올루치 1725-1726
- 피에트로 오토보니 1726-1740
- 톰마소 루포 1740-1753
- 네리 마리아 코르시니 1753-1770
- 조반니 프란체스코 스토파니 1770-1774
- 루이지 마리아 토레지아니 1775-1777
- 카를로 레초니코 1777-1799
- 레오나르도 안토넬리 1800-1811
- 줄리오 마리아 델라 소말리아 1814-1830
- 바르톨로메오 파카 1830-1844
- 빈첸초 마키 1844-1860
- 코스탄티노 파트리치 나로 1860-1876
- 프로스페로 카테리니 1876-1881
- 안토니오 마리아 파네비앙코 1882-1883
- 루이지 빌리오 (1883-1884)
- 라파엘레 모나코 라 발레타 (1884-1896)
- 루치도 파록키 (1896-1903)
- 세라피노 반누텔리 (1903-1908)
- 마리아노 람폴라 (1908-1913)
- 도메니코 페라타 (1914)
- 라파엘 메리 델 발 (1914년 10월 14일 - 1930년 2월 26일)
- 도나토 스바레티 (1930년 7월 4일 - 1939년 4월 1일)
- 프란체스코 마르케티-셀바기아니 (1939년 4월 30일 - 1951년 1월 13일)
- 주세페 피차르도 (1951년 2월 16일 - 1959년 10월 12일)
- 알프레도 오타비아니 (1959년 11월 7일 - 1968년 1월 6일)
- 프랑요 세페르 (1968년 1월 8일 - 1981년 11월 25일)
- 요제프 라칭거 (1981년 11월 25일 - 2005년 4월 2일)
- 윌리엄 레바다 (2005년 5월 13일 - 2012년 7월 2일)
- 게르하르트 루드비히 뮐러 (2012년 7월 2일 - 2017년 7월 2일)
- 루이스 라다리아 페레르 (2017년 7월 2일 - 현재)

## 역대 차관
- 피에트로 페란테 (1965년 12월 7일 - 1967년)
- 폴 피에르 필리프 (1967년 6월 29일 - 1973년 3월 6일)
- 장 제롬 하머 (1973년 6월 14일 - 1984년 4월 8일)
- 알베르토 보보네  (1984년 4월 5일 - 1995년 6월 13일)
- 타르치시오 베르토네 (1995년 6월 13일 - 2002년 12월 10일)
- 안젤로 아마토 (2002년 12월 19일 - 2008년 7월 9일)
- 루이스 라다리아 페레르 (2008년 7월 9일 - 2017년 7월 2일)
- 자코모 모란디 (2017년 7월 18일 - 현재)

## 같이 보기
- 종교재판
- 금서 목록